# Roches (Creuse)
Roches é uma comuna francesa na região administrativa da Nova Aquitânia, no departamento de Creuse. Estende-se por uma área de 25,55 km². Em 2010 a comuna tinha 369 habitantes (densidade: 14,4 hab./km²).